# Victoria Kayser
Pour les articles homonymes, voir Kayser et Cuny.
Victoria Kayser-Cuny (1977 -) est une généticienne moléculaire de formation et pédagogue scientifique et inclusive franco-canadienne, ancienne résidente des États-Unis, spécialiste du handicap sensoriel dans les domaines des troubles envahissants du développement, de l'adaptation scolaire et sociale en mathématiques et sciences, de l’Alzheimer et des déficiences auditives et visuelles. Exemples: visualiser et manipuler l'algèbre pour les élèves présentant une dyscalculie ; initiation à l'astronomie et à la physique des particules pour les personnes malvoyantes; projet sur la mémoire sensorielle, l'Alzheimer et les démences préfrontales (activités sensorielles de logique) ; Nemeth Code (Braille pour mathématiques et sciences) ; etc.
Elle est l’auteure d’une pédagogie préscolaire pour développer les intelligences multiples des enfants de trois à cinq ans à travers des activités d'initiation aux sciences, et a été co-responsable canadienne, bénévole, du projet international de la NASA, "MX-Train like an astronaut" de 2017 à 2022,, (maintenant géré par l'Agence spatiale européenne).
Spécialisée dans l’enseignement des STIM, en 2019, après un stage professionnel en éducation au CERN en Suisse, la gestion d’un projet éducatif de la NASA au niveau national pour le Canada, plusieurs projets en astronomie/physique,,,,,, et plusieurs séminaires en enseignement des mathématiques à l'Institut Fields(MathEd Forum), elle est élue membre représentative au district de Mountain View,, dans la Silicon Valley, pour les questions liées à l’enseignement des mathématiques et des sciences pour les élèves immigrants avec l’anglais comme seconde langue (comité DELAC - District English Learner Advisory Committee). La même année elle est une des signataires de "The Madrid Declaration on Science Diplomacy" (Déclaration de Madrid en diplomatie scientifique),.
En 2021, elle reçoit une lettre de remerciement de la NASA pour son engagement dans l’enseignement des STIM. Par la même occasion elle est sélectionnée, toujours par la NASA, pour envoyer une vidéo sur la Lune dans le cadre du projet ‘Manifest of the Artemis I mission: Pledge of the Artemis Generation' qui a décollé en 2022. Par la suite, elle devient représentante française de l' International Network of STEM for the Blind and Low-Vision (Réseau international des sciences, technologies, ingénierie et mathématiques pour les élèves aveugles et malvoyants),.
En 2023 elle est élue Fellow de la Linnean Society of London (Société linnéenne de Londres) et Fellow du Royal Anthropological Institute of Great Britain and Ireland (Institut royal d'anthropologie de Grande-Bretagne et d'Irlande).
Elle est l'épouse, depuis une vingtaine d'années, de l'homme d'affaires Julien Cuny.

## Enfance et études
Elle entre à l'école primaire (CP/1re année) à l'âge de cinq ans. Jusqu'à l'âge de treize ans, elle vit près de la Cité des sciences et de l’industrie (La Villette) qui est son terrain de jeux. Présentant à l'adolescence ce qui semble être un trouble du déficit de l’attention (en réalité une douance non diagnostiquée à l'époque), à la sortie du collège on l’oriente dans une voie technique (BEP/Brevet enseignement technique comptabilité à Bondy). Cumulant les petits métiers en usine, elle décroche son premier CDD en tant qu'aide-laborantine dans un laboratoire de recherche pharmaceutique à La Courneuve (France). Elle reprend ses études tardivement, sans jamais les arrêter depuis.
Elle a étudié entre l'Amérique du Nord et l'Europe dans plusieurs domaines du certificat aux études doctorales : Droit (droit humanitaire international et assistance humanitaire ; droit et accès à la justice pour les handicapés) ; éducation (adaptation scolaire et sociale) ; sciences de la Terre, de l’environnement et de l’espace ; astronomie/optique/physique ; enseignement des mathématiques et ses méthodes alternatives ; ethnogéométrie ; S.T.I.M. (avec le programme NASA Educator Professional Development) ; ingénierie génétique et génétique moléculaire (équivalent niveau européen bac +5) ; chimie : intelligence artificielle ; etc.
Ayant grandi dans l'atelier de peinture de son grand-père Paul Derenne, ancien professeur de mathématiques et pédagogue militaire, elle a étudié diverses disciplines auprès de plusieurs artistes : peinture, dessin, reliure, photographie, arts médiévaux comme la peinture japonaise du XIIe siècle ou l’enluminure européenne du VIIIe siècle. Cette connaissance des arts lui permettra d’élaborer une théorie de la peinture pour personnes atteintes du syndrome d'Asperger (voir théorie et pédagogie). Elle a également étudié durant quatre ans l’illustration scientifique et naturelle avec le Musée Peabody d'histoire naturelle, situé dans l’université Yale et certaines de ses illustrations botaniques ont été publiées dans différentes revues canadiennes et américaines ou ont reçu des mentions spéciales en terme de technique (ASBA - American Society of Botanical Artists, etc.).
Passionnée d’optique et par le monde subatomique, elle a réalisé quatre cents expériences et photographies dans ce domaine : chambres à (astro) particules, lasers, camera obscura/photons, tubes à neutrons, insertion de gènes fluorescents de méduse dans des bactéries E.coli inactives, etc. Après plusieurs tests sur des semences ionisées de radis (rayonnements ionisants de 50 Gy, 150 Gy et 500 Gy), en 2019, grâce à une technique de stratification opérationnelle, elle réussit à réveiller des semences de tomates qui sont restées en orbite dans le LDEF/Long Duration Exposure Facility de la NASA  entre 1984 et 1990 (elles ont reçu durant des années des bombardements de rayonnement cosmique). L'idée principale de base étant de faire des expériences de chromatographie et ultraviolet dessus. Elle a créé la première chimère végétale issue de ces semences et d’une plante hôte (semence provenant de la station spatiale internationale et transportée par SpaceX CRS-10 Dragon en mars 2017),. Au fil du temps, Victoria Kayser-Cuny s'est spécialisée en ingénierie génétique et génétique moléculaire (embryologie, CRISPR, clonage, paléogénétique, neurogénétique), et intelligence artificielle. Elle notamment été mentor pour le projet américain "Genes in Space" pour aider des jeunes souhaitant poursuivre des carrières en génétique et en sciences spatiales. Elle travaille désormais dans le domaine des G.R.AI.N. (génétique, robotique, intelligence artificielle et nanotechnologie) en faisant de la sous-traitance pour des sociétés basées dans la Silicon Valley, et développe une newsletter sur le sujet, accessible sur le réseau professionnel LinkedIn.

## Autisme et éducation
Victoria Kayser-Cuny a été consultante de recherche et experte reconnue dans l’éducation des enfants diagnostiqués avec un trouble envahissant du développement (autisme),, et les enfants victimes des conflits armés qui présentent les mêmes symptômes que les enfants TED,,. Elle a été la fondatrice du Centre de recherche et de développement de matériel didactique pour enfants autistes de 2009 à 2017 (Canada). Elle est également l'auteure d'une théorie, d'une pédagogie,, et de plusieurs livres.
Parallèlement à des études doctorales en éducation, elle travaille en 2009 en tant qu’assistante de recherche du directeur du département sur l’adaptation scolaire et sociale à la faculté d’éducation de l'Université de Sherbrooke, puis comme assistante de recherche du titulaire de la chaire en identités et innovations professionnelles en déficience intellectuelle et troubles envahissants du développement de l'Université de Sherbrooke.
Puis bénévolement, entre 2009 et 2010, intègre, en tant que membre puis présidente, le comité consultatif de la garderie d’entreprise Ubisoft Montréal /YMCA, équivalent d'une école maternelle française [Quoi ?].
Ses premiers travaux sur le lien entre la pédagogie Montessori et les neurosciences datent de juin 2009 pour un travail universitaire. En janvier 2011, elle publie sa propre pédagogie s'inspirant de l'approche sensorielle Montessori et de la théorie des intelligences multiples de Howard Gardner au regard des recherches en neuroéducation ; plusieurs organismes québécois l’utilisent actuellement et plus de quinze mille professeurs américains utilisent les ressources pédagogiques anglophones.[réf. nécessaire]

## Autisme, Alzheimer, Inuits et Premières Nations amérindiennes
En 2012, elle commence à s’intéresser aux liens entre Inuits - Premières Nations et autisme,.
Elle a suivi dans un premier temps, un séminaire de troisième cycle en psychiatrie sociale et transculturelle (Inuits) à l’Université McGill. Puis dans un deuxième temps, elle se rend dans des réserves indiennes canadiennes, où elle étudie des pow-wow et d'autres célébrations amérindiennes, des cryptes archéologiques et des sites d’interprétations amérindiens afin de prendre des photographies pour élaborer, en 2013, du matériel pédagogique didactique culturellement adapté aux Inuits et aux Premières Nations.
Toujours en 2013, elle a soumis un mémoire sur les troubles envahissants du développement et les enfants autochtones du Québec, ces derniers étant mal diagnostiqués et ayant très peu de prises en charge, au Secrétariat aux affaires autochtones - Ministère du Conseil exécutif du Québec, dans le cadre d’une préparation d’une consultation sur un Plan d'action racisme et discrimination.
En 2015, elle réalise un certificat en ethnogériatrie (spécialisation pour les Premières Nations) à distance auprès de la faculté de médecine de l'Université Stanford,. Son projet de fin d'études porte sur la réalité virtuelle et la simulation des sens. À la suite de ce diplôme, elle participe à un projet pilote pendant un an, dans un institut de recherche québécois, en tant qu'olfactothérapeute en neurologie et spécialiste Montessori. Elle doit travailler sur la mémoire sensorielle avec une dizaine de personnes centenaires et présentant des démences préfontales/Alzheimer, à la fois sur le sens olfactif (banque d'odeurs pour faire raviver des souvenirs) mais également sur la logique (cortex préfontal) de ces personnes avec du matériel de géometrie Montessori.

## Théories et pédagogie

### Méthode Kayser
En retrouvant et perfectionnant un art ancestral japonais du XIIe siècle, le Suminagashi (action de peindre dans un bac d’eau et non sur un support rigide), elle a pu combiner ce dernier à l’art-thérapie dans une méthode de peinture pour autistes asperger. Un premier affichage scientifique a eu lieu lors du Symposium 2010 du Consortium national de la recherche en intégration sociale à l’hôtel Hyatt Regency (Montréal, Québec). Cette recherche a été effectuée pour le compte du Centre de recherche et de développement de matériel didactique pour enfants autistes de Montréal.

### Pédagogie Kayser
Pour créer ce nouveau programme, Victoria Kayser s’est basée sur ses proches recherches doctorales comprenant l’approche sensorielle et les principes fondamentaux de Maria Montessori, la théorie des intelligences multiples d’Howard Gardner, son expérience en enseignement préscolaire, d'un cursus en astronomie, mais également d’une formation en neuro-éducation (neurosciences).
La pédagogie Kayser se résume en sept points-clés et sept livrets/intelligences à développer chez l'enfant de 4 à 7 ans. L’intégralité des cours était en consultation libre. Les droits d'auteurs et bannières publicitaires présentes sur les blogues ont été redistribués a douze projets de microcrédits en Israël, Cambodge, Azerbaïdjan, etc. Victoria Kayser est intervenue directement auprès de cent vingt enfants au Québec pour animer des cours sur la pédagogie Kayser, et auprès de trois cents enfants dans des Centres de la petite enfance (CPE), école avec mandat régional en déficience auditive et visuelle, hôpital pour enfants, etc.

### Maison d’éducation Kayser
De janvier à juin 2013, un projet pilote axé sur la pédagogie Kayser (service de garde équivalent d’une école maternelle française) a été réalisé sur Montréal, en bas du Mont-Royal pour six enfants de 2 à 5 ans.

### Instruction en famille
Elle a donné plusieurs conférences pour l'Association québécoise pour l'éducation à domicile. Ses propres enfants ont été "worldschoolers" entre l'Europe, l'Amérique du Nord et l'Asie durant trois ans.

## Etudes et contributions en génétique moléculaire, paléogénétique, tératologie et science-fiction
Victoria Kayser-Cuny est diplômée en génétique moléculaire aux Etats-Unis  (niveau master 1 avec un profil orienté bioingénierie : clonage, transfert de gènes inter-espèces, lignées cellulaires, CRISPR-Cas9, et bioinformatique), avec des spécialisations de niveau master 2, au Musée de l’Homme (Muséum national d’Histoire naturelle de Paris) en génétique de l’évolution, paléogénétique et bioarchéologie, puis en neurogénétique et tératologie évolutive de nouveau aux Etats-Unis. Elle s’est formée à la bioinformatique appliquée à la génétique, notamment à la reconstruction de séquences d’ADN à partir de données brutes. Elle a également suivi une formation universitaire en exobiologie et réalisé un stage au CERN (2018) dans le cadre d’un programme de vulgarisation de la physique des particules. Son projet portait sur l’instrumentation liée à la radioactivité (tubes à neutrons) et sur les effets de la modification de l’ADN chez les astronautes en microgravité.
En tant que mentore pour le programme international Genes in Space, elle a accompagné de jeunes étudiants dans la conception d’expériences de biologie moléculaire menées à bord de la Station spatiale internationale, explorant les effets des radiations sur le génome humain.
Diplômée également en illustration scientifique et naturelle, son projet final au Yale Peabody Museum of Natural History a porté sur la reconstruction 3D de crânes humains et la reconstitution faciale à partir de données fossiles.
Victoria Kayser-Cuny est à l’origine de la théorie des jumeaux miroirs, selon laquelle certaines inversions systématiques de paires de bases (notamment CG/TC) dans l’ADN pourraient révéler un génome miroir viable, jamais exprimé tel quel. En inversant numériquement son propre ADN à partir des données brutes, elle découvre que cette version inversée est reconnue comme un génome humain valide dans les bases de données, remettant en question les limites de la lecture linéaire du génome et éthique. Cette approche ouvre de nouvelles perspectives en bioinformatique, paléogénétique, médecine de précision et tératologie évolutive.
Elle est également relectrice scientifique (referee) depuis 2024 pour le LinnéSys Systematics Research Fund, qui décerne notamment le Sir David Attenborough Award for Outstanding Fieldwork. Elle a aussi travaillé en sous-traitance pour Ancestry.com et effectué du bénévolat pour SearchAngels.org, contribuant à aider des personnes nées sous X ou issues de FIV à retrouver leurs origines biologiques. 
En parallèle de ses recherches en génétique, Victoria Kayser-Cuny développe une réflexion originale sur le futur de la codicologie. Elle a rédigé plusieurs articles publiés au Québec sur : le rôle des chimistes anciens dans les manuscrits enluminés, l'existence potentielle d'ADN résiduel dans les livres anciens, et les perspectives de stockage de données sur ADN synthétique, à la croisée des sciences du vivant, de l'histoire des supports et de l’archivistique génomique.,,
Elle est également l'autrice d'une newsletter prospective intitulée G.R.AI.N. (Génétique, Robotique, Intelligence Artificielle et Nanotechnologie), dans laquelle elle explore les convergences entre biologie, technologies émergentes et mémoire humaine, dans une perspective à la fois scientifique, philosophique et éthique.,
Enfin, suite à un module doctoral à l'institut Pasteur (Paris) sur les relations entre sciences et société, elle est l’autrice de la nouvelle de science-fiction The Codex 97.1.128: Memory of a Hidden World (2025), un texte hybride à la croisée du manifeste scientifique, de la fiction spéculative et de la réflexion philosophique sur l’origine de la vie, la mémoire biologique et l’avenir du génome humain.
Ses travaux récents portent sur l’évolution des crânes et des cerveaux, à l’intersection de la génétique, de la reconstitution 3D, de la neurobiologie du développement et de la bioéthique.

## Prix, Distinctions, Reconnaissance, Lettre de remerciement
Angleterre
- 2023 : Elue "Fellow" de la Linnean Society of London (Société Linnénne de Londres) ;
- 2023 : Elue "Fellow" de la Royal Anthropological Institute of Great Britain and Ireland (Institut Royal d'Anthropologie de Grande-Bretagne et d'Irlande) ;
- 2024 : Elue "Full Member" (membre titulaire) de la Genetics Society.

Canada
- 2018 : Royal Astronomical Society of Canada (Certificat "Explore the Universe" pour l'identification de plus de 55 objets astronomiques) et le certificat "Explore the Moon".

Etats-Unis
- 2021 : Lettre de remerciement de la NASA pour son engagement dans l'enseignement des STIM ;
- 2024 : Pour le symposium de l'ASBA (American Society of Botanical Artists) qui s'est tenu du 20 mars au 23 mars, pour le programme “Beyond precision, create art”, son illustration "Matteuccia struthiopteris Fiddleheads" a été sélectionnée comme une des "Masterpiece" (chef d'oeuvre) en terme de technique.

## Publications et comité de lecture

### Publications et conférences (liste non exhaustive)
- 2024. Victoria Kayser-Cuny on STEM and disability, the commitment of a lifetime (20 years of volunteering). Conférence pour l'International Network of STEM for the Blind and Low-Vision/Réseau international des sciences, technologies, ingénierie et mathématiques pour les élèves aveugles et malvoyants.
- 2022. La protection du patrimoine écrit lors des conflits armés. Revue spécialisée Page de Garde, pages 16–18. Québec : AQRAL.
- 2022. Mathématiques et physique des bulles de savon. Illustrations scientifiques. USCO Database - Copyright Office, Library of Congress, Washington D.C.
- 2021. Optics and Particles. Explorer of the subatomic, atomic, genetic, extra-galactic and « invisible » worlds. From the infinitely small to the infinitely large, here is how I see the world. Photographies expérimentales et scientifiques. USCO Database - Copyright Office, Library of Congress, Washington D.C. Site internet : https://sites.google.com/view/opticsandparticles
- 2021. The Madrid Declaration on Science Diplomacy, signatories of the Declaration. Collectif. Madrid : S4D4C. Lien direct : https://www.s4d4c.eu/s4d4c-1st-global-meeting/the-madrid-declaration-on-science-diplomacy
- 2019. From the Montessori Sensory Approach to Space Botany and the Discovery of the works of Isaac Newton. (Pédagogie Kayser 3-15 ans). USCO Database - Copyright Office, Library of Congress, Washington D.C.
- 2019. Space Botany: Creation of a new vegetal chimera from the asleep seeds of the NASA and LDEF (Long Duration Exposure Facility - in space between 1984-1990). USCO Database - Copyright Office, Library of Congress, Washington D.C.
- 2019. Astroparticules et instrumentation (modification de l`ADN des astronautes dans l'espace). Projet et rapport de stage en éducation pour le CERN/Fondation La main à la pâte.
- 2017. Mars Project Next Generation (ressources gratuites pour enseignants). +15.000 téléchargements. https://www.teacherspayteachers.com/Store/Mars-Project-Next-Generation
- 2017. MX-Train like an astronaut, rapport annuel de 2017. Collectif. Houston : NASA, Human Research Program in Education. Lien direct : https://www.nasa.gov/sites/default/files/atoms/files/2017_mission_x_annual_report-final.pdf
- 2014. La pédagogie Montessori au préscolaire et au primaire (mathématiques et français). Montréal : AQED, Symposium.
- 2013. Autisme et enfants autochtones du Québec : Inuits et Premières Nations, méthodologie de projet. Montréal : Centre de recherche DMDEA  (ISBN 9782981271143). En consultation à la Grande Bibliothèque du Québec, Collection nationale.
- 2012. Collectif (2012) « Jobs, decent work and inclusive growth » Genève : United Nations Development Programme (UNDP), United Nations Department of Economic and Social Affairs (UNDESA), and International Labour Organization (ILO) (page 15). [lire en ligne] [PDF]
- 2012. La pédagogie Montessori : De l’approche anthropologique à l’émergence de la neuroéducation.  (ISBN 978-613-1-53790-5) Allemagne (2011).
- 2012. Autisme et approche Montessori : l'approche Montessori est-elle adaptée à l`autisme ? Autisme et approche Montessori. Montréal : Centre de recherche DMDEA  (ISBN 978-0557393329), 2010, recherche qui fera l'objet d'une formation d'Autisme France en Suisse en mars 2012[63].
- 2011. Recherche d'interprétation du cosmos sur un mode musical : les fondements de l`astromusique des premières représentations mathématiques à l`enregistrement des pulsars. CU Histoire de l`astronomie.
- 2011. Manifeste pour une éducation universelle. Montréal : Centre de recherche DMDEA.
- 2011.« Comment venir à bout de la violence en France ? » La Une du Plus du Nouvel Observateur du 1er août 2011. Sélectionné et édité par Melissa Bounoua. [lire en ligne].
- 2011. Rapport ONU, 5e Examen ministériel annuel du conseil économique et social, section Éducation : « Combler l'écart [Closing the Gap]. Phase II, accès à l'éducation » Contribution en tant qu'experte. New York, 2011. [lire en ligne] et [lire en ligne]
- 2011. La pédagogie Kayser (4-7ans). Entre approche sensorielle Montessori et théorie des intelligences multiples de Gardner. Montréal : Centre de recherche DMDEA  (ISBN 978-2-9812711-0-5), 2011.
- 2010. La reconstruction psychologique des enfants victimes des conflits armés grâce à l`approche sensorielle Montessori. Montréal : Centre de recherche DMDEA pour le Forum mondial de l`éducation en Palestine (visioconférence : 28-31 octobre 2010).
- 2009. Symposium numéro 10 « Association québécoise pour l’éducation à domicile (La pédagogie Montessori au primaire) » Montréal. [lire en ligne]

### Membre de comité de lecture
- Revue Federalism-e, numéro 10, publiée conjointement par le Collège militaire Royal du Canada et l’Université du Queen's. [lire en ligne] (page 144)

## Site officiel
Victoria Kayser-Cuny: Optics and Particles (en anglais)